# Johann Wilhelm Marckart
Johann Wilhelm Marckart (auch Markert; * 1699 in Rüdenhausen; † 19. September 1757 in Harderwijk) war ein deutscher Rechtswissenschaftler und Hochschullehrer.

## Leben
Marckart besuchte zunächst das Gymnasium in Schleusingen, ging dann 1715 an die Universität Leipzig. Er verließ diese Universität um in die Nachbarstadt an die Universität Halle zu wechseln, an der er hauptsächlich bei Justus Henning Böhmer, Nicolaus Hieronymus Gundling, Johann Peter von Ludewig und Christian Thomasius studierte.
Nach dem Studium in Halle ging er durch Vermittlung als Kanzleimitarbeiter in die Herrschaft Hohenlohe-Weikersheim. Um seine Karriere voranzutreiben, ließ er sich an die Universität Gießen vermitteln, an der er beim damaligen Kanzler unterkam. 1727 ging Marckart als Gouverneur zu den Grafen von Rechteren zu Almelo, bei denen er fortan in Gnade stand. Sie ließen ihn 1732 an die Universität Utrecht gehen, an der er 1734 zum Dr. jur. promoviert wurde.
Am 29. August 1747 wurde Marckart als ordentlicher Professor der Rechte an der Universität Harderwijk auserwählt. Er nahm den Ruf an und wurde nach seiner Antrittsrede 1748 zum Professor insbesondere des Öffentlichen Rechts ernannt.
Er verstarb im Amt an schmerzvoller Auszehrung.

## Publikationen (Auswahl)
- Probabilia receptarum lectionum jur. civilis, Paris und Utrecht 1738.
- Interpretationum receptarum iuris civ. lectionum libri duo, Utrecht 1747.
- Oratio inaug. de iure atque obligatione entium fuccurendi inuidia opressis, Harderwijk 1748.
- Exercitationes acad. de selectioribus publici et privati juris argumentis, 1751.